# Liste des massifs et sommets des Pyrénées
| Artaban Arbailles Abodi Leyre Larra-Belagua Vignemale Mont-Perdu Pic-du-Midi-de-Bigorre Néouvielle Posets Perdiguère Arbas Tabe Arize Trois-Seigneurs Petites Pyrénées Plantaurel Maladeta Besiberri Encantats Montcalm Montsec Carlit Madrès Canigou Corbières Alaric Clape Albères Cadí Catllaràs Malepère Munia Ardiden Arbizon Pedraforca Guara Adi Ezcaurre Turbón Cotiella |

Cet article recense la liste des massifs de montagnes constituant la chaîne des Pyrénées, ainsi que ses sommets principaux c'est-à-dire les plus hauts ou les plus notables.

## Massifs par zones de montagne

### Zone centrale
Ce sont en général les plus hauts massifs (et donc sommets) de la chaîne, sauf là où les Pyrénées s'abaissent c'est-à-dire à l'extrémité occidentale en Pays basque et à l'extrémité orientale en Roussillon et province de Gérone.
- Massif de l'Abodi en Navarre
- Massif des Albères dans les Pyrénées-Orientales et la province de Gérone
- Massif de l'Arbizon dans les Hautes-Pyrénées
- Massif d'Ardiden dans les Hautes-Pyrénées
- Massif du Balaïtous dans les Pyrénées-Atlantiques, Hautes-Pyrénées et province de Huesca
- Massif de Bassiès en Ariège
- Massif de Batchimale dans les Hautes-Pyrénées
- Massif du Besiberri dans la province de Lérida
- Massif du Canigou dans les Pyrénées-Orientales
- Massif du Carlit en Ariège et dans les Pyrénées-Orientales
- Massif de Cauterets (massif du Marcadau et massif du Barbat) culminant à la Grande Fache, dans les Hautes-Pyrénées
- Massif des Encantats dans la province de Lérida
- Massif d'Ezkaurre en Navarre et en Aragon.
- Massif de Lascours, culminant à 2 588 m, dans les Hautes-Pyrénées
- Massif de Larra-Belagua (de la Pierre Saint-Martin) dans les Pyrénées-Atlantiques et la province de Huesca
- Massif de Lherz en Ariège, petit massif composé de lherzolite
- Massif de la Maladeta, culminant à 3 404 m (plus haut massif des Pyrénées), dans la province de Huesca
- Massif du Montaigu, culminant à 2 339 m, dans les Hautes-Pyrénées
- Massif du Mont-Perdu dans la province de Huesca
- Massif du Montcalm en Ariège et la province de Lérida
- Massif du Mont-Valier en Ariège
- Massif du Néouvielle dans les Hautes-Pyrénées
- Massif de Perdiguère dans la Haute-Garonne, Hautes-Pyrénées et province de Huesca
- Massif des Posets dans la province de Huesca
- Massif des Trois-Seigneurs en Ariège
- Massif du Vignemale dans les Hautes-Pyrénées
- Trois couronnes dans le Pays basque
- Massif du Mendaur en Navarre
- Massif d'Abartan en Navarre

### Zone de contreforts ou Pré-Pyrénées

#### Contrefort nord ou français
Les principaux ensembles géographiques côté français sont, d'ouest en est :
- le massif des Arbailles (1 286 m) ;
- le massif d'Arbas (1 608 m) ;
- les Petites Pyrénées (613 m) ;
- le massif de l'Arize (1 716 m) ;
- le massif du Plantaurel (1 011 m) ;
- le massif de Tabe (2 368 m) ;
- le massif des Corbières (1 230 m) ;
- le massif du Madrès (2 468 m).

#### Contrefort sud ou espagnol
Les principaux ensembles géographiques côté espagnol sont, d'ouest en est :
1. Navarre :
  - Massif de Leyre ou Sierra de Leire
  - Massif d'Adi
2. Aragon :
  - Montsec d'Estall ou sierra de Montgai, situé dans l'ouest du massif ou sierra de Montsec et séparé du reste du massif, qui se trouve en Catalogne, par la Noguera Ribagorçana.
  - Sierra Cavallera (es)
  - Sierra del Castillo de Llaguarres
  - Sierra de la Carrodilla (es)
  - Massif du Cotiella
  - Sierra d'Esdolomada[1]
  - Sierra Ferrera (es)
  - Sierra de Giró
  - Sierra de Jaca
  - Sierra del Jordal
  - Sierra de las Ares
  - Sierra de Guara
  - Turbón
  - Sierra de Sis (es)
  - Sierra de Santo Domingo
  - Sierra de Loarre
  - Sierra de Javierre
  - Sierra Cavallera (es)
3. Catalogne :
  - Montsec d'Ares, partie centrale du massif du Montsec.
    - Montrebei (voir Défilé de Monrebei (es))

  - Montsec de Rúbies, partie est du même massif, séparé par la rivière Sègre à l'est et la Noguera Pallaresa au milieu.
    - Serra del Cucuc

  - Serra d'Aubenç
  - Serra dels Bastets
  - Serra de Bellmunt
  - Cingles de Beví
  - Serra de Boumort
  - Serra de Busa
  - Serra del Cadí
    - Montsec de Tost

  - Serra de Camporan
  - Serra de les Canals
  - Serra de Capsacosta
    - Serra de Malforat
      - Serra de la Cau

  - Serra de Carreu
  - Serra de Catllaràs[2].
  - Serra de Comiols
  - Serra del Port del Comte
    - Serra de Querol
    - Serra del Verd

  - Serra de Conivella
  - Serrat de la Creueta
  - Serra d'Ensija
  - La Faiada de Malpàs
  - Serra de Falgars
  - Serra de la Gessa
  - Serra de Sant Mamet
  - Serra de Moixeró
  - Serra de Milany
  - Mare de Déu del Mont
  - Serra de Monebui
  - Serra de Montclús
  - Serra de Montgrony
  - Massif du Pedraforca
  - Serra de Prada
  - Serra de Picamill
  - Serra de Picancel
  - Serra de Queralt
  - Serra de Sant Gervàs
    - Serra de Setcomelles

  - Serra de Sant Joan
  - Serra de Sant Marc
  - Serra de serra de Sobremunt
  - Serra del Volterol
  - Serra dels Tossals
  - Serra de Turp
  - Rasos de Peguera
    - Serrat de la Figuerassa

### Zone de piémont

#### Piémont nord
- Plateau de Lannemezan dans le département des Hautes-Pyrénées
- Plateau de Ger dans les départements des Pyrénées-Atlantiques et des Hautes-Pyrénées
- Massif de la Malepère dans le département de l'Aude
- Massif de la Piège dans le département de l'Aude
- Massif de la Clape dans le département de l'Aude

## Massifs par départements ou régions

### Hautes-Pyrénées
- Liste des sommets des Hautes-Pyrénées

| 1  | Coteaux du Madiranais                            |
| 2  | Plateau de Ger                                   |
| 3  | Plaine de Tarbes et Val d'Adour                  |
| 4  | Plateau de Cieutat-Orignac et coteaux de Bigorre |
| 5  | Plateau de Lannemezan                            |
| 6  | Coteaux de Gascogne                              |
| 7  | Piémont béarnais                                 |
| 8  | Forêt de Mourle                                  |
| 9  | Piémont bigourdan                                |
| 10 | Massif du Lhéris et Baronnies                    |
| 11 | Piémont commingeois                              |
| 12 | Massif du Moulle de Jaout                        |
| 13 | Massif du Granquet                               |
| 14 | Massif du Montaigu                               |
| 15 | Massif du Pic-du-Midi-de-Bigorre                 |
| 16 | Massif de l'Arbizon                              |
| 17 | Massif de la Barousse                            |
| 18 | Massif du Gar-Cagire                             |

| 19 | Massif du Burat-Bacanère       |
| 20 | Massif de Ger                  |
| 21 | Massif du Gabizos              |
| 22 | Massif du Pic-du-Midi-d'Arrens |
| 23 | Massif de Cauterets            |
| 24 | Massif d'Ardiden               |
| 25 | Massif du Néouvielle           |
| 26 | Massif du Balaïtous            |
| 27 | Massif des Pics-d'Enfer        |
| 28 | Massif de Panticosa            |
| 29 | Massif du Vignemale            |
| 30 | Massif du Mont-Perdu           |
| 31 | Massif de la Munia             |
| 32 | Massif de Suelza               |
| 33 | Massif de Batchimale           |
| 34 | Massif de Perdiguère           |
| 35 | Massif des Posets              |
| 36 | Massif de la Maladeta          |

| 1  | Coteaux du Madiranais                            |
| 2  | Plateau de Ger                                   |
| 3  | Plaine de Tarbes et Val d'Adour                  |
| 4  | Plateau de Cieutat-Orignac et coteaux de Bigorre |
| 5  | Plateau de Lannemezan                            |
| 6  | Coteaux de Gascogne                              |
| 7  | Piémont béarnais                                 |
| 8  | Forêt de Mourle                                  |
| 9  | Piémont bigourdan                                |
| 10 | Massif du Lhéris et Baronnies                    |
| 11 | Piémont commingeois                              |
| 12 | Massif du Moulle de Jaout                        |
| 13 | Massif du Granquet                               |
| 14 | Massif du Montaigu                               |
| 15 | Massif du Pic-du-Midi-de-Bigorre                 |
| 16 | Massif de l'Arbizon                              |
| 17 | Massif de la Barousse                            |
| 18 | Massif du Gar-Cagire                             |

| 19 | Massif du Burat-Bacanère       |
| 20 | Massif de Ger                  |
| 21 | Massif du Gabizos              |
| 22 | Massif du Pic-du-Midi-d'Arrens |
| 23 | Massif de Cauterets            |
| 24 | Massif d'Ardiden               |
| 25 | Massif du Néouvielle           |
| 26 | Massif du Balaïtous            |
| 27 | Massif des Pics-d'Enfer        |
| 28 | Massif de Panticosa            |
| 29 | Massif du Vignemale            |
| 30 | Massif du Mont-Perdu           |
| 31 | Massif de la Munia             |
| 32 | Massif de Suelza               |
| 33 | Massif de Batchimale           |
| 34 | Massif de Perdiguère           |
| 35 | Massif des Posets              |
| 36 | Massif de la Maladeta          |

### Pyrénées-Orientales
| 1  | Massif du Plantaurel             |
| 2  | Massif du Razès                  |
| 3  | Massif des Corbières             |
| 4  | Massif de Tabe (Saint-Bathélemy) |
| 5  | Massif du Pays de Sault          |
| 6  | Massif de l'Hospitalet           |
| 7  | Massif du Roc Blanc-Carlit       |
| 8  | Massif du Madrès                 |
| 9  | Massif de l'Agly                 |
| 10 | Plaine du Roussillon             |
| 11 | Massif des Pessons               |
| 12 | Massif de Font Négra             |
| 13 | Massif du Carlit                 |
| 14 | Plateau du Capcir                |

| 15 | Massif du Canigou                       |
| 16 | Massif des Aspres                       |
| 17 | Massif de Campcardós                    |
| 18 | Plateau de Cerdagne                     |
| 19 | Massif du Puigmal                       |
| 20 | Sierra de Fembra Morta                  |
| 21 | Massif des Salines                      |
| 22 | Massif des Albères                      |
| 23 | Serra de Moixeró                        |
| 24 | Serra de Montgrony                      |
| 25 | Serra Cavallera                         |
| 26 | Massifs du Mont Falgas et du Coma Negra |
| 27 | Plaine de l'Empordà                     |
| 28 | Secteur du Cap de Creus                 |

| 1  | Massif du Plantaurel             |
| 2  | Massif du Razès                  |
| 3  | Massif des Corbières             |
| 4  | Massif de Tabe (Saint-Bathélemy) |
| 5  | Massif du Pays de Sault          |
| 6  | Massif de l'Hospitalet           |
| 7  | Massif du Roc Blanc-Carlit       |
| 8  | Massif du Madrès                 |
| 9  | Massif de l'Agly                 |
| 10 | Plaine du Roussillon             |
| 11 | Massif des Pessons               |
| 12 | Massif de Font Négra             |
| 13 | Massif du Carlit                 |
| 14 | Plateau du Capcir                |

| 15 | Massif du Canigou                       |
| 16 | Massif des Aspres                       |
| 17 | Massif de Campcardós                    |
| 18 | Plateau de Cerdagne                     |
| 19 | Massif du Puigmal                       |
| 20 | Sierra de Fembra Morta                  |
| 21 | Massif des Salines                      |
| 22 | Massif des Albères                      |
| 23 | Serra de Moixeró                        |
| 24 | Serra de Montgrony                      |
| 25 | Serra Cavallera                         |
| 26 | Massifs du Mont Falgas et du Coma Negra |
| 27 | Plaine de l'Empordà                     |
| 28 | Secteur du Cap de Creus                 |

Notes :

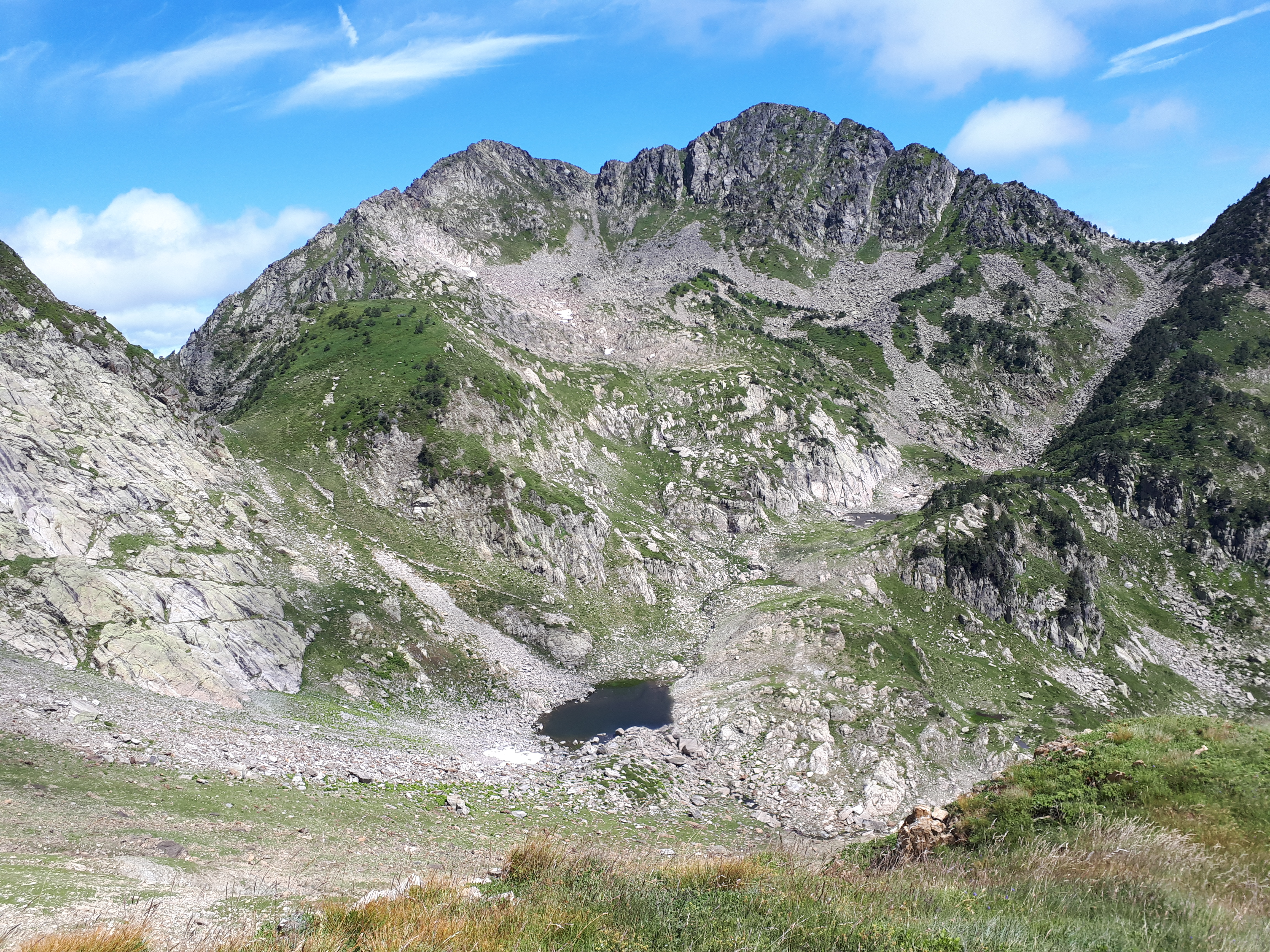
Pic de Baxouillade, massif du Roc Blanc-Carlit.

1. Le massif du Plantaurel va dans l'est jusqu'à la commune de Puivert et la vallée de la rivière Blau.
2. Le massif du Razès est un massif forestier de basse montagne (étage collinéen) qui correspond approximativement à la région historique du Razès.
3. Le massif des Corbières s'arrête au sud dans le talweg de la vallée de la rivière Agly, il contient le massif géologique de l'Agly.
4. Le massif de Tabe est encore appelé massif de Saint-Barthélemy, et s'arrête à l'est à la rivière de l'Hers-Vif.
5. Le massif du Pays de Sault correspond approximativement au pays de Sault mais sa limite sud avec le massif du Roc Blanc-Carlit n'est pas clairement délimitée, sauf à considérer la limite départementale entre le Donezan (Ariège) et le pays de Sault (Aude), et sa limite nord s'arrête aussi de manière incertaine soit à la commune de Nébias soit à Saint-Jean-de-Paracol.
6. Le massif de l'Hospitalet est nommé en fonction de la commune de L'Hospitalet-près-l'Andorre qui en marque la fonrtière est ; ce massif est l'extension orientale du massif de l'Aston en Ariège, et correspond en partie au massif de l'Hospitalet des géologues.
7. Le massif du Roc Blanc-Carlit est nommé en fonction du roc Blanc (2 542 m), bien que le pic de Baxouillade (2 546 m) en soit le plus haut sommet, et du massif du Carlit dont il constitue l'extension nord ; ce massif correspond approximativement au Donezan, inclut le petit massif du Tarbésou (voir pic de Tarbésou), et sa limite nord avec le massif du Pays de Sault est mal définie. Il correspond grosso modo au massif de Quérigut des géologues.
8. Le massif du Madrès est la plus grand massif des Pyrénées-Orientales, bien que moins connu que le massif du Canigou ou du Carlit.
9. Le massif de l'Agly est le secteur nord-est du massif du Madrès, son nom vient de la rivière Agly.
10. La plaine du Roussillon correspond à un relief qui devient relativement plat sous une altitude de 200 mètres, et ne correspond pas exactement à la région administrative du même nom.
11. Le massif des Pessons situé en Andorre est raccordé au massif de Font Négra (ou Font Negra) par une chaîne de crêtes, la délimitation entre les deux correspond à la frontière franco-andorrane.
12. Le massif de Font Négra est le plus petit massif des Pyrénées-Orientales, c'est en fait un sous-massif du massif des Pessons.
13. Le massif du Carlit est le plus haut massif des Pyrénées-Orientales ; il englobe dans son sens large le sous massif des Péric.
14. Le massif du Canigou est une chaîne de sommets qui part du pic du Canigou au nord-est, passe par l'Esquerdes de Rotjà, jusqu'au roc Colom au sud-ouest ; se rajoute le petit massif du Costabonne le long de la frontière franco-espagnole jusqu'au col d'Ares.
15. Le massif des Aspres constitue le piémont du Canigou et correspond approximativement à la région administrative des Aspres.
16. Le massif de Campcardós tire son nom du Puig de Campcardós et s'étend sur le long de la frontière franco-espagnole de l'Andorre à la commune de Puigcerdà ; il englobe la serra de Comaermada (ca).
17. Le massif du Puigmal tire son nom du Puigmal et s'étend au sud en Espagne jusqu'à la commune de Ribes de Freser.
18. La sierra de Fembra Morta (sv) est une petite sierra qui constitue en fait le versant sud du massif du Canigou côté espagnol.
19. Le massif des Salines tire son nom du pic des Salines, bien que le plus haut sommet du massif soit le roc de France ; il est noté sur les cartes catalanes et espagnoles, et correspond au « massif du Roc de France » sur les cartes géologiques françaises[3]. Toutefois les cartes IGN France l'englobent avec le massif des Albères sous le nom de « chaîne des Albères ».
20. Le massif des Albères part du col du Perthus à l'ouest, et est pris jusqu'au cap de Creus à l'est.
21. La serra de Moixeró est une sierra assez large et longue pour être un massif ; elle a le nom de sierra car il s'agit d'un massif beaucoup plus long que large ; elle relie la serra del Cadí, située à l'ouest, avec la serra de Montgrony, située à l'est.
22. La serra de Montgrony (ca) est une sierra assez large et longue pour être un massif ; elle a le nom de sierra car il s'agit d'un massif beaucoup plus long que large, elle relie la serra de Moixeró, située à l'ouest, avec la serra Cavallera, située à l'est.
23. La serra Cavallera (ca) est une sierra assez large et longue pour être un massif ; elle a le nom de sierra car il s'agit d'un massif beaucoup plus long que large ; elle constitue la terminaison est de la ligne des sierras de Cadí-Moixeró-Montgrony-Cavallera.
24. Les massifs du Mont-Falgas et du Coma Negra correspondent à une zone montagneuse qui n'a pas de nom officiel et qui court le long de la frontière franco-espagnole du col d'Ares à Coustouges ; le mont Falgas en est le plus haut sommet et se trouve juste à côté du col d'Ares.
25. La plaine de l'Empordà a été délimitée par la ligne d'altitude de 200 mètres, comme pour la plaine du Roussillon, là où le relief change de dénivelé (fort pour la montagne, faible pour la plaine).
26. Le secteur du cap de Creus est attribué par certains au massif des Albères, et séparé par d'autres.

## Les grands sommets

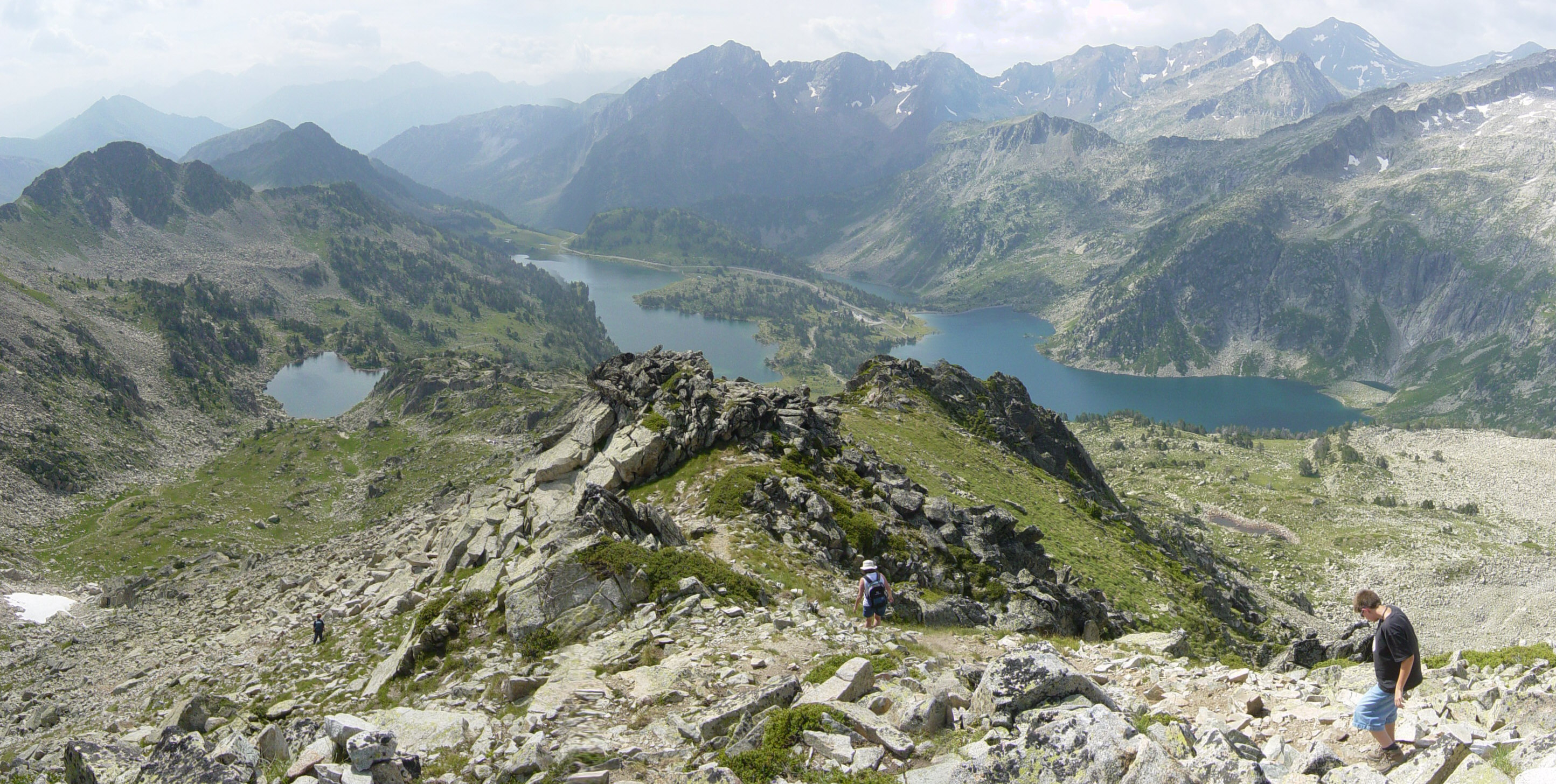
Le pic de Néouvielle et le lac de Madamette.

Chacun des sommets suivants est le point le plus haut des 11 grandes zones des 3 000 m répertoriées dans les Pyrénées :
- Aneto (3 404 m)  Espagne (Aragon) : point culminant du massif de la Maladeta et plus haut sommet des Pyrénées.
- Pic des Posets (3 375 m) (Pico de Posets)  Espagne (Aragon) : point culminant du massif des Posets.
- Mont Perdu (3 348 m) (Monte Perdido)  Espagne (Aragon) : point culminant du massif du Mont-Perdu.
- Vignemale (Pique longue) (3 298 m)  France (Hautes-Pyrénées) -  Espagne (Aragon) : point culminant du massif du Vignemale.
- Pic Perdiguère (3 222 m)  France (Haute-Garonne) -  Espagne (Aragon) : point culminant du massif du Luchonnais.
- Pic Long (3 192 m)  France (Hautes-Pyrénées) : point culminant du massif du Néouvielle.
- Pic Schrader (3 176 m)  Espagne (Aragon) : point culminant du massif de Batchimale.
- Pic du Balaïtous (3 144 m)  France (Hautes-Pyrénées) -  Espagne (Aragon) : le pic à 3 000 m le plus occidental de la chaîne.
- Pique d'Estats (3 143 m)  France (Ariège) -  Espagne (province de Lérida en Catalogne) : point culminant du massif du Montcalm, le plus oriental de la chaîne (à plus de 3 000 m).
- Pic de la Munia (3 133 m)  France (Hautes-Pyrénées) -  Espagne (Aragon) : dominant le cirque de Troumouse.
- Comaloforno (3 029 m)  Espagne (province de Lérida en Catalogne) : point culminant du massif de Besiberri.

## Les autres 3 000 m
- Pic Maudit (3 354 m)  Espagne (Aragon)
- Pointe d'Astorg (3 354 m)  Espagne (Aragon)
- Pic d'Espadas (3 328 m)  Espagne (Aragon)
- Cylindre du Marboré (3 325 m)  Espagne (Aragon)
- Maladeta (3 312 m)  Espagne (Aragon)
- Clot de la Hount (3 289 m)  Espagne (Aragon)
- Pic du Marboré (3 248 m)  France (Hautes-Pyrénées) -  Espagne (Aragon)
- Pic de Cerbillona (3 247 m)  Espagne (Aragon)
- Montferrat (3 219 m)  Espagne (Aragon)
- Pic de Campbieil (3 173 m  France (Hautes-Pyrénées)

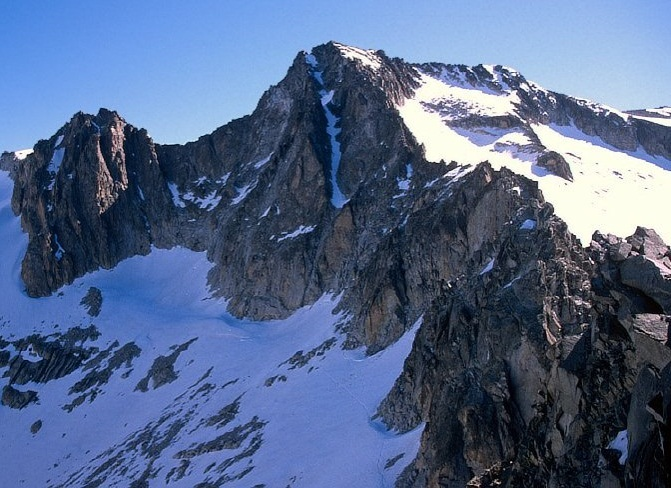
Pointe d'Astorg (3354 m).

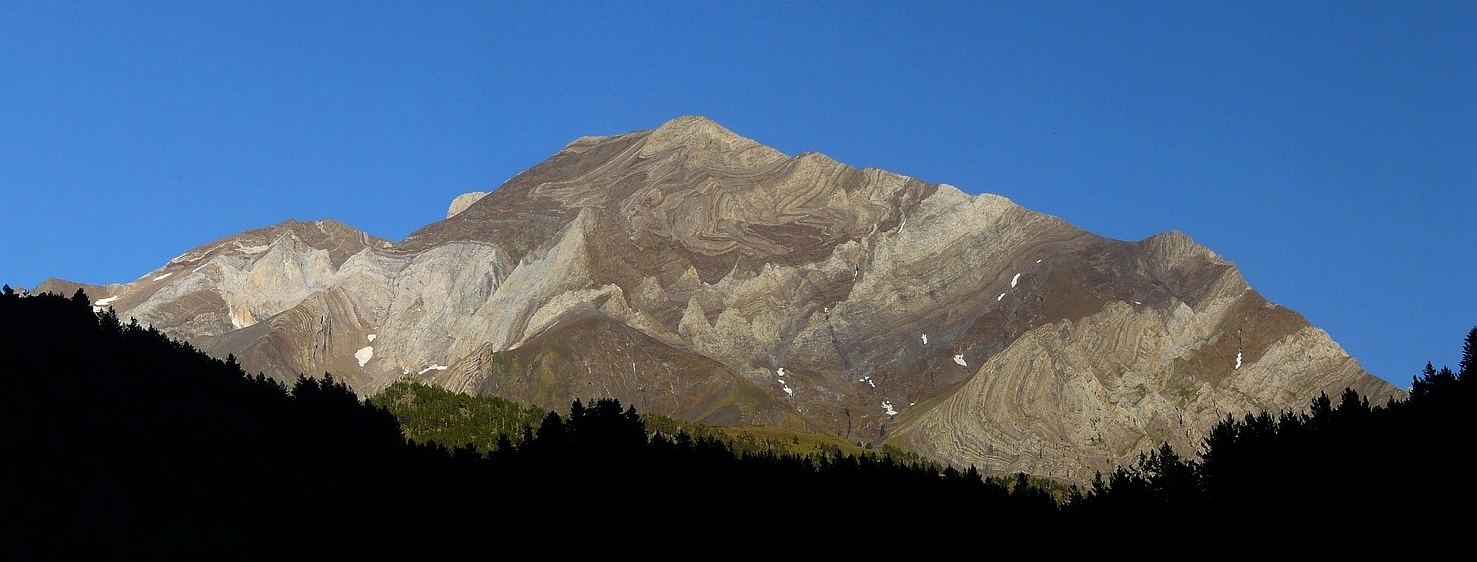
Pic d'Espadas (3328 m).

- Pic de la Cascade oriental (3 161 m)  France (Hautes-Pyrénées) -  Espagne (Aragon)
- Pic du Taillon (3 144 m)  Espagne (Aragon) -  France (Hautes-Pyrénées)
- Punta del Sabre (3 136 m)  Espagne (Aragon)
- Pointe de Literole (3 132 m)  Espagne (Aragon)
- Pic des Gourgs-Blancs (3 129 m)  Espagne (Aragon)
- Pic de Royo (3 121 m)  Espagne (Aragon)
- Pic des Crabioules (3 116 m)  Espagne (Aragon)
- Punta Gabarro (3 115 m)  France (Ariège) -  Espagne (Catalogne)
- Pic de Maupas (3 109 m)  France (Haute-Garonne) -  Espagne (Aragon)
- Pic Lézat (3 107 m  France (Haute-Garonne)
- Pic de la Cascade occidental (3 095 m)  France (Hautes-Pyrénées) -  Espagne (Aragon)
- Pic de Néouvielle (3 091 m)  France (Hautes-Pyrénées), nommé aussi pic d'Aubert
- Pic de Troumouse (3 085 m)  Espagne (Aragon)
- Picos del Infierno (3 081 m)  Espagne (Aragon)
- Pic du Montcalm (3 077 m)  France (Ariège)
- Épaule du Marboré (3 073 m)  Espagne (Aragon)
- Pic du Port de Sullo (3 072 m)  France (Ariège) -  Espagne (Catalogne)
- Grand Astazou (3 071 m)  Espagne (Aragon)
- Pic des Spijeoles (3 065 m)  France (Haute-Garonne)
- Grand Quayrat (3 060 m)  France (Haute-Garonne)
- Pic des Trois-Conseillers (3 039 m)  France (Hautes-Pyrénées)
- Turon de Néouvielle (3 035 m)  France (Hautes-Pyrénées)
- Pic Gourdon (3 034 m)  France (Hautes-Pyrénées)
- Pic de Batoua (3 034 m)  Espagne (Aragon)
- Petit Vignemale (3 032 m)  France (Hautes-Pyrénées)
- Pic de Lustou (3 023 m)  France (Hautes-Pyrénées)
- Pics de Clarabide (3 020 m)  Espagne (Aragon)
- Tour du Marboré (3 007 m)  Espagne (Aragon)
- Casque du Marboré (3 006 m)  Espagne (Aragon)
- Grande Fache (3 005 m)  Espagne (Aragon)

## Les sommets célèbres de moins de 3 000 m
- Pic d'Ardiden (2 988 m)  France (Hautes-Pyrénées)
- Pic Palas (2 974 m)  France (Pyrénées-Atlantiques)
- Pic de Cambalès (2 965 m)  France (Hautes-Pyrénées)
- Pic de Barbe de Bouc (2 964 m)  France (Hautes-Pyrénées)
- Pic de Hourgade (2 964 m)  France (Haute-Garonne)
- Pic de Chanchou (2 949 m)  France (Hautes-Pyrénées)
- Pic de Cestrède (2 947 m)  France (Hautes-Pyrénées)
- Pic de Coma Pedrosa (2 943 m)  Andorre : point culminant d'Andorre
- Pic Carlit (2 921 m)  France (Pyrénées-Orientales)
- Pic de Médécourbe (2 913 m)  France (Ariège)  Espagne (Catalogne)  Andorre
- Puigmal (2 910 m)  France (Pyrénées-Orientales)  Espagne (Catalogne)
- Pic du Midi d'Ossau (2 884 m)  France (Pyrénées-Atlantiques)
- Pico Collarada (2 883 m)  Espagne (Aragon)
- Pic de Maubermé (2 880 m)  France (Ariège) -  Espagne (Catalogne)

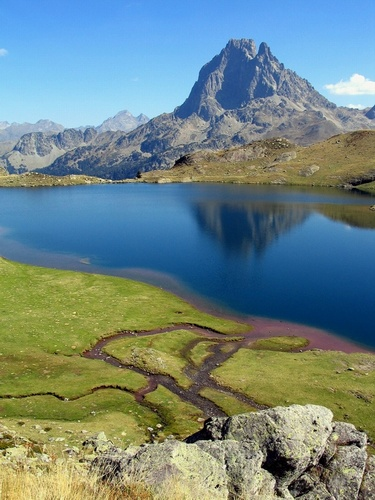
Le pic du Midi d'Ossau (2884 m).

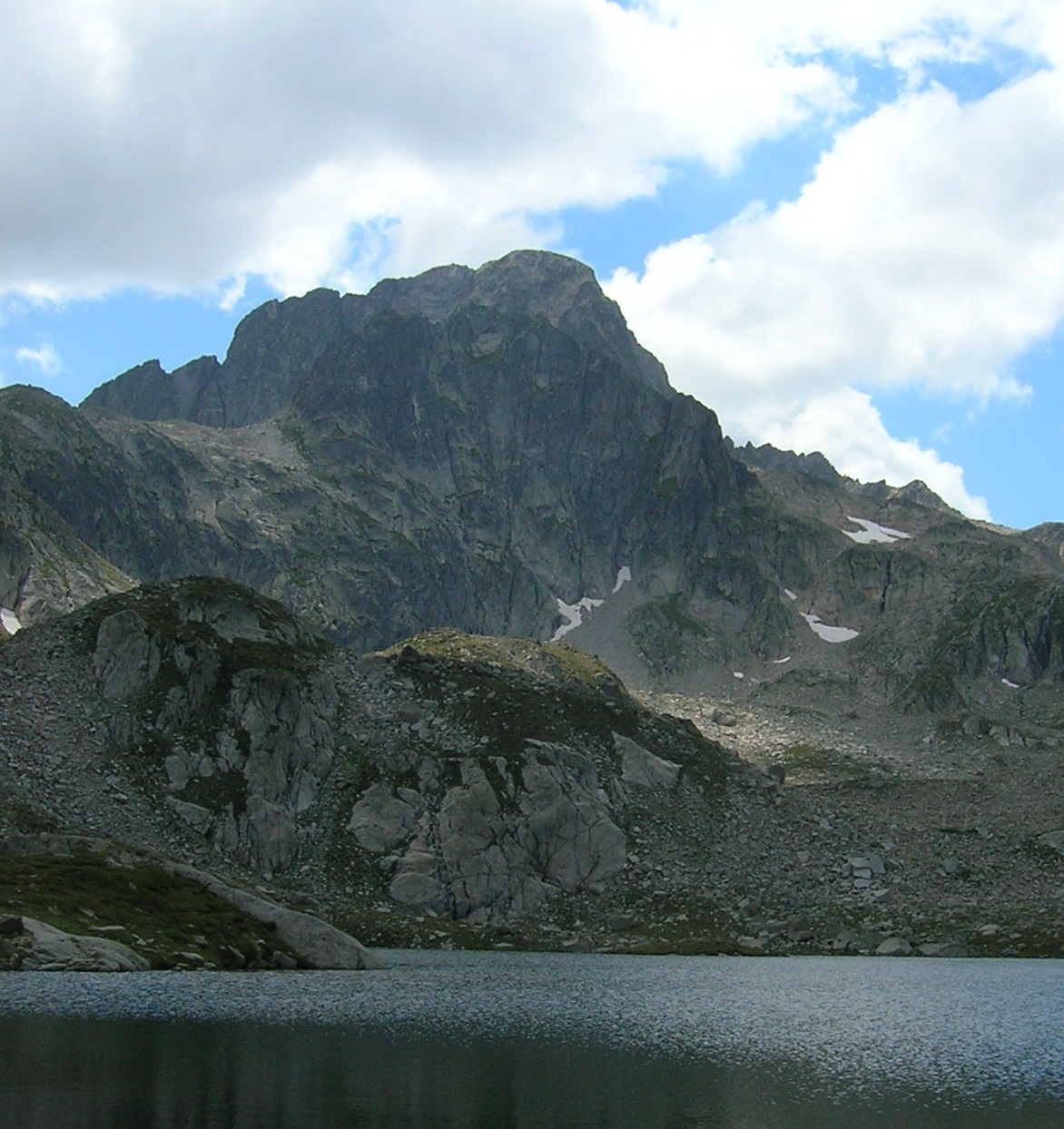
Le pic de Cambalès (2965 m).

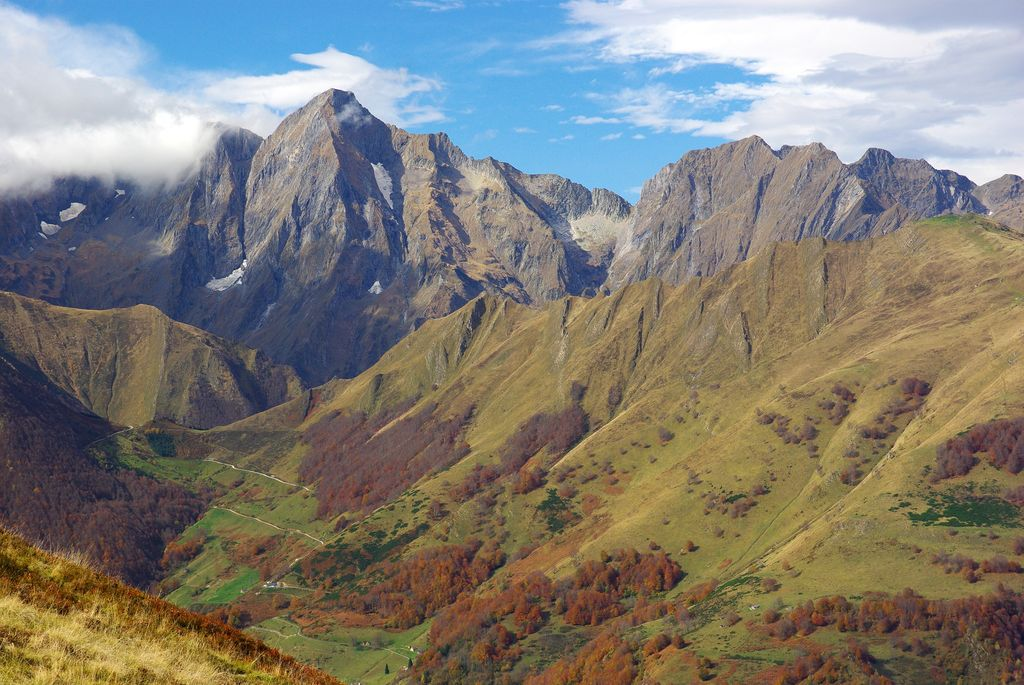
Le mont Valier avec le glacier d'Arcouzan (2838 m).

- Pic du Midi de Bigorre (2 876 m)  France (Hautes-Pyrénées)
- Mont Rouch 2 868 m)  France (Ariège) -  Espagne (Catalogne)
- Mont Valier (2 838 m)  France (Ariège)
- Montardo (2 833 m)  Espagne (Catalogne)
- Arbizon (2 831 m)  France (Hautes-Pyrénées)
- Petit Pic du Midi d'Ossau (2 812 m)  France (Pyrénées-Atlantiques)
- Pic de Barlonguère (2 802 m)  France (Ariège) -  Espagne (Catalogne)
- Pic du Canigou (2 784 m)  France (Pyrénées-Orientales)
- Mail de Bulard (2 750 m)  France (Ariège) -  Espagne (Catalogne)
- Pic de Sauvegarde (2 737 m)  France (Haute-Garonne)
- Pic du Grand Gabizos (2 692 m)  France (Pyrénées-Atlantiques)
- Puig de la Grava (2 671 m)  France (Pyrénées-Orientales)
- Pic d'Aspe (2 640 m)  Espagne (Aragon)
- Pic de Crabère (2 630 m)  France (Ariège) -  Espagne (Catalogne)
- Pic de Ger (2 613 m)  France (Pyrénées-Atlantiques)
- Pic de Sesques (2 606 m)  France (Pyrénées-Atlantiques)
- Pic de Mortiers (2 605 m)  France (Pyrénées-Orientales)
- Pic d'Ourdissétou (2 604 m)  France (Hautes-Pyrénées)
- Pic d'Anie (2 504 m)  France (Pyrénées-Atlantiques)
- Pic des Redouneilles (2 485 m)  France (Ariège)
- Pique d'Endron (2 472 m)  France (Ariège)
- Pic de Madrès (2 468 m)  France (Pyrénées-Orientales)
- Grande Aiguille d'Ansabère (2 377 m)  France (Pyrénées-Atlantiques)
- Pic de Soularac (2 368 m)  France (Ariège)
- Pic de Saint-Barthélemy (2 348 m)  France (Ariège)
- Dent d'Orlu (2 222 m)  France (Ariège)
- Pic de la Calabasse (2 210 m)  France (Ariège)
- Pic des Trois-Seigneurs (2 199 m)  France (Ariège)
- Pic d'Orhy (2 017 m)  France (Pyrénées-Atlantiques)
- Pic de Cagire (1 912 m)  France (Haute-Garonne)
- Pic du Gar (1 785 m)  France (Haute-Garonne)
- Pic du Jer (951 m)  France (Hautes-Pyrénées)
- La Rhune (900 m)  France (Pyrénées-Atlantiques)
- Jaizkibel (545 m)  Espagne (Pays basque)